# Barney (Hund)

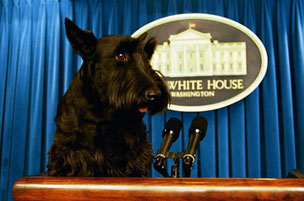
Barney 2004

Barney Bush (geboren am 30. September 2000 in New Jersey als Bernard Bush; gestorben am 1. Februar 2013 in Texas) war ein männlicher Scottish Terrier. Das Tier wurde bekannt als Haustier von George W. Bush und Laura Bush während seiner Amtszeit als Präsident der Vereinigten Staaten und wurde gerne als „First Dog“ bezeichnet.

## Herkunft und Leben
Barneys Mutter Coors gehörte Christine Todd Whitman, ehemalige Direktorin der Environmental Protection Agency und Gouverneurin von New Jersey von 1993 bis 2000. Miss Beazley, ein weiterer Scottish Terrier im Haushalt der Bushs, war die Nichte von Barney.
Während Bushs Amtszeit lebte Barney im Weißen Haus. Der US-amerikanischen Öffentlichkeit wurde er über eine eigene Website präsentiert, zudem erschienen von Weihnachten 2002 bis 2008 sogenannte Barney-Cam-Videos mit Barney als Hauptdarsteller.
Barney verstarb am 1. Februar 2013 an Lymphdrüsenkrebs. Er wurde 12 Jahre alt. In der Bibliothek des George W. Bush Presidential Center befindet sich eine Bronzeskulptur von Barney und der ein Jahr später verstorbenen Miss Beazley.

## Wahrnehmung in der Öffentlichkeit
Bush soll bezüglich des Irakkriegs geäußert haben:

„Ich werde nicht abziehen, selbst wenn mich nur noch (Ehefrau) Laura und (Hund) Barney unterstützen“

Dieser Satz wurde von Bob Woodward in dessen Buch Die Macht der Verdrängung – George W. Bush, das Weiße Haus und der Irak –State of Denial zitiert und in 60 Minutes wiederholt. 
Der russische Präsident Wladimir Putin stellte seinen Labrador Konni Barney bei einem Staatsbesuch Bushs vor. Putin äußerte sich bereits im Vorfeld despektierlich über Barney, dessen geringe Größe dem Führer einer Weltmacht nicht angemessen sei, und hob nach dem Staatsbesuch hervor, dass Konni Barney überlegen sei.
Satirische Beiträge erschienen in der Zeitung The Onion, in der ein fiktiver Besuch bei US-amerikanischen Truppen im Irak dargestellt wurde, in der Satireshow The Daily Show, die sich über die Weihnachtsvideos lustig machte, sowie in The Bugle.
Am 6. November 2008 biss Barney Reuters-Reporter Jon Decker in den Finger. Am 19. September 2008 war es bereits zu einem ähnlichen Vorfall gekommen, als Barney Heather Walker, die Public-Relations-Managerin der Boston Celtics gebissen hatte. Der Vorfall wurde aber erst nach den Wahlen bekannt.

## Filmografie
Die elf Kurzfilme wurden vom Weißen Haus erstellt und an Weihnachten gesendet.
- 2002: Barney Cam
- 2003: Barney and Spot’s Winter Wonderland
- 2003: Barney Cam II: Barney Reloaded
- 2004: Barney Cam III: Where in the White House is Miss Beazley?
- 2005: Barney has found Miss Beazley
- 2005: Barney and Miss Beazley’s Spring Garden Tour
- 2005: Barney Cam IV: A Very Beazley Christmas
- 2006: Barney Cam V: Barney’s Holiday Extravaganza
- 2007: My Barney Valentine
- 2007: Barney Cam VI: Holiday in the National Parks
- 2008: Barney Cam VII: A Red, White and Blue Christmas